# Carl Auböck (Architekt)
Carl Auböck III (* 6. Jänner 1924 in Wien; † 3. Februar 1993 ebenda) war ein österreichischer Industriedesigner und Architekt.

## Leben
Carl Auböck wurde als Sohn des gleichnamigen Malers und Designers Carl Auböck und Mara Uckunowa-Auböck geboren, die sich am Weimarer Bauhaus kennengelernt hatten. Carl Auböck studierte 1943 bis 1949 Architektur an der Technischen Hochschule Wien und 1952 am Massachusetts Institute of Technology. Zwischen 1950 und 1955 lehrte er als Assistent bei Jaro Merinsky am Institut für Baukunst und Ingenieurwesen in Wien. 1973 wurde er Präsident des International Council of Societies of Industrial Design. Von 1977 bis 1993 war er ordentlicher Hochschulprofessor und Leiter der Meisterklasse für Produktgestaltung Metall an der Hochschule für angewandte Kunst in Wien. 
Neben seiner akademischen Laufbahn war Carl Auböck seit 1955 als unabhängiger Architekt und Designer tätig, seit etwa 1970 mit einem Fokus auf dem Design und entwickelte fortan Produkte, wie beispielsweise Skibekleidung, Besteck und ein Forschungsmikroskop. Er wurde am Wiener Zentralfriedhof bestattet.

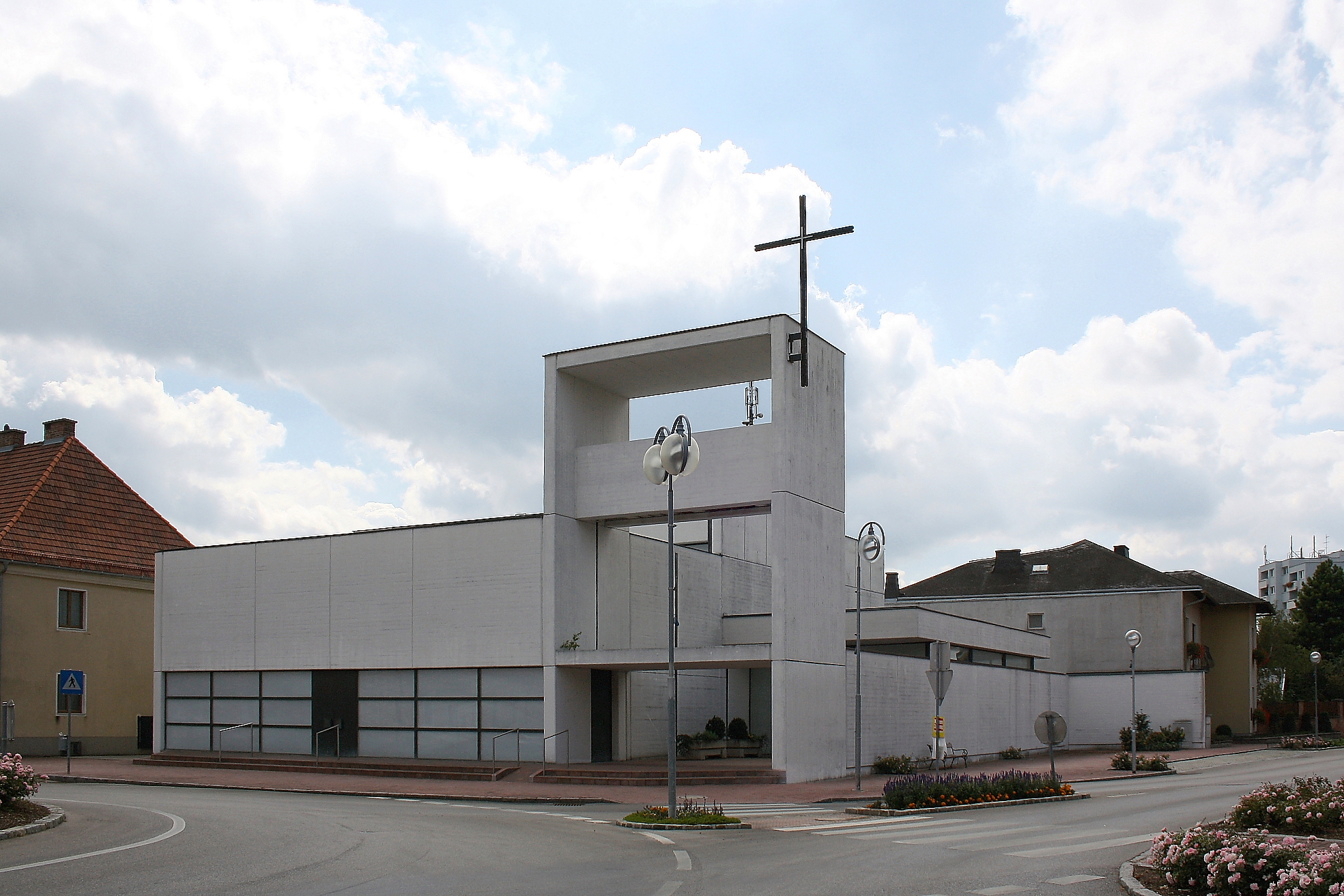
Pfarrkirche Mariä Namen in Möllersdorf

## Realisierungen
- 1959–1962: Wohnhausanlage Vorgartenstraße Wien[4]
- 1967/1968 Pfarrkirche Möllersdorf
- 1969 Siedlung Doktorberg in Kaltenleutgeben
- 1975 Personalwohnhaus der Obstplantage Rupertahof in Kukmirn (unter Denkmalschutz)